# Mobina Nematzadeh
Mobina Nematzadeh (persisch مبینا نعمت‌زاده; geb. 17. Mai 2005 in Zandschan) ist eine iranische Taekwondoin. Sie gewann eine Bronzemedaille bei den Asienspielen in der Gewichtsklasse bis 49 kg. Sie gewann eine der beiden Bronzemedaillen in der Wettkampfklasse bis 49 kg bei den Olympischen Sommerspielen 2024 in Paris.

## Leben
Mobina Nematzadeh wurde in eine sportliche Familie hineingeboren. Ihr Vater Abbas Nematzadeh war früher Mitglied der Bodybuilding-Nationalmannschaft gewesen. Nematzadeh begann mit Taekwondo im Alter von sechs und wurde bald ins Juniorenteam von Teheran aufgenommen. Bereits ein Jahr später gewann sie die Landesmeisterschaften gegen ältere Sportler. Im Alter von zehn Jahren wurde sie in die Nationalmannschaft eingeladen.

## Internationale Erfolge
Nematzadehs erster internationaler Erfolg kam 2017 bei den Junioren-Weltmeisterschaften in Vietnam, wo sie eine Goldmedaille errang. 2019 konnte sie bei den Junioren-Asienmeisterschaften in Jordanien und den Weltmeisterschaften in Usbekistan zwei weitere Goldmedaillen einheimsen.
Auch in der nächsthöheren Juniorenkategorie ging ihr Erfolgslauf weiter. 2022 gewann sie Goldmedaillen bei den Asienmeisterschaften in Vietnam und den Weltmeisterschaften in Bulgarien.
Trotz ihrer Jugend wurde sie in die Nationalmannschaft der Erwachsenen eingeladen und errang auch dort Erfolge. Bereits 2022 gewann sie eine Silbermedaille bei den Asienmeisterschaften in Chuncheon und eine Goldmedaille bei den asiatischen Vereinsmeisterschaften in Teheran. Außerdem errang sie eine Bronzemedaille bei den 2023 ausgetragenen Asienspielen in Hangzhou. Es folgten eine Gold- und eine Bronzemedaille beim World Taekwondo President’s Cup und zwei Bronzemedaillen bei Grand-Prix-Veranstaltungen in Frankreich und Italien. Nematzadeh konnte sich im asiatischen Olympiaqualifikationsturnier in Tai’an für die Olympischen Spiele qualifizieren.
Im Alter von 19 Jahren trat Nematzadeh bei den Olympischen Spielen in Paris an. Im ersten Kampf ihrer Konkurrenz siegte sie gegen Michelle Tau aus Lesotho. Im Viertelfinale bezwang sie Adriana Cerezo aus Spanien, welche 2020 in Tokio die Silbermedaille gewonnen hatte. Im Halbfinale unterlag sie der Chinesin Gu Qing aus China und traf im Kampf um die Bronzemedaille abschließend auf Donya Abutaleb aus Saudi-Arabien. Dank eines 2:0-Erfolgs gegen Abutaleb sicherte sich Nematzadeh Bronze. Dies war die zweite olympische Medaille in der Geschichte der iranischen Taekwondosportlerinnen, nach der von Kimia Alizadeh.